# Käthe Recheis
Käthe Recheis (* 11. März 1928 in Engelhartszell, Oberösterreich; † 29. Mai 2015 in Linz) war eine österreichische Kinder- und Jugendbuchautorin.

## Leben
Käthe Recheis war das jüngste von vier Kindern. Ihr Vater war Arzt. Sie ging in Hörsching und Linz zur Schule. Nach der Matura arbeitete sie zunächst als Redaktionssekretärin und leitete später von 1956 bis 1960 das österreichische Büro der International Catholic Migration Commission in Genf.
Im Jahr 1954 veröffentlichte Hans Weigel in der von ihm publizierten Anthologiereihe Stimmen der Gegenwart eine Geschichte von Käthe Recheis, für die sie den Jugendliteraturpreis einer Zeitschrift bekam. Seit 1961 war Käthe Recheis freie Schriftstellerin und lebte abwechselnd in Wien und Hörsching. Sie unternahm zahlreiche Reisen nach Nord- und Südamerika. Recheis engagierte sich stark für die Belange der indigenen Bevölkerung und gründete zusammen mit ihrem Bruder und Arzt Romed Recheis den Verein zur Unterstützung von Indianerschulen. Als Autorin und Übersetzerin hat sie bis 2004 insgesamt 61 Bücher, darunter zahlreiche Kinderbücher, veröffentlicht. Außerdem publizierte sie dreizehn Titel mit indianischen Originaltexten.
Seit 2011 sind die Volks- und die Hauptschule ihres Heimatortes Hörsching nach Käthe Recheis benannt. Seit 2018 gibt es in Wien-Donaustadt (22. Bezirk, Seestadt Aspern) die Käthe-Recheis-Gasse.
Ihr Bruder Athanasius Recheis OSB (1926–2006) war von 1984 bis 1997 Abt der Abtei Seckau in der Steiermark.
Käthe Recheis starb im Alter von 87 Jahren. Sie ruht auf dem Alten Teil des Friedhofs ihres Heimatortes Hörsching, Bezirk Linz-Land.

## Auszeichnungen
- Adalbert-Stifter-Preis – Großer Kulturpreis des Landes Oberösterreich 2007.
- Österreichischer Staatspreis für Kinder- und Jugendliteratur 1961, 1962, 1964, 1967, 1971, 1974/75, 1976, 1979, 1980, 1992
- Ehrenliste Kinder- und Jugendbuchpreis der Stadt Wien 1961, 1963, 1966, 1967, 1970, 1977, 1980, 1983, 1984, 1987
- Ehrenliste Österr. Staatspreis für Kinder- u. Jugendliteratur 1963, 1966, 1968, 1973, 1977, 1984/84, 1984, 1988, 1989, 1990
- Ehrenliste zum Deutschen Jugendbuchpreis
- Jugendbuchpreis der Stadt Wien 1964, 1972, 1973, 1976, 1983, 1987
- Kinderbuchpreis der Stadt Wien 1968, 1971, 1976, 1979
- Österreichischer Jugendbuchpreis 1976, 1983/84, 1988
- IBBY Honor List (International Board on Books for Young People) / Jury 1980, 1984, 1986, 1987 des Hans Christian Andersen-Preises
- Katholischer Jugendbuchpreis Deutschland 1987
- Ehrenliste Pier Paolo Vergerio, European Prize for Children’s Literature, Padua 1989
- Kleinkinderpreis der Stadt Wien 1992
- Österreichischer Kinderbuch-Übersetzungspreis 1985
- Zilveren Griffel, Amsterdam 1991
- Österreichischer Würdigungspreis für Kinder- und Jugendliteratur 1986
- Kulturpreis des Landes Oberösterreich 1987
- Ehrenmedaille der Bundeshauptstadt Wien in Gold 1988
- Ehrenzeichen für Verdienste für die Oberösterreichische Jugend 1989
- Verleihung des Professorentitels 1991
- Heinrich-Gleißner-Preis 1999
- Ehrenkreuz für Wissenschaft und Kunst 2000
- Zehn besondere Bücher zum Andersentag 2005 für Der Kater mit den goldenen Pfoten
- Solidaritätspreis der Linzer Kirchenzeitung 2013 für ihr Engagement für Indianerschulen in Nordamerika und ein Behindertenzentrum in Bolivien

## Werke
Autorin
- Kleiner Adler und Silberstern. Wien 1961 (spätere Ausgaben unter dem Titel Kleiner Adler und Siebenstern)
- Pablito. Hamburg 1962
- Tiki und die kleine, weiße Ziege. Wien [u. a.] 1962 (zusammen mit Elfriede Becker-Degemann)
- Der kleine Biber und seine Freunde. Freiburg i.Br. 1963
- Sinopah und das Pony. Hamburg 1963
- Die Hunde Wakondas. Hamburg 1964
- Das Schattennetz. Freiburg [u. a.] 1964
- Das Blockhaus am Minnewana. Hamburg 1966 (überarb. Ausg. Verlag Bibliothek der Provinz, Weitra 1997. ISBN 3-85252-169-6.)
- 66 und 1 im Bäckerhaus. Wien 1966 (zusammen mit Wilfried Zeller-Zellenberg)
- Der kleine Schäferhund. Wien 1967
- Red Boy. Wien [u. a.] 1967
- Nikel, der Fuchs. Wien [u. a.] 1968
- Mia Maria und der Maler. Wien [u. a.] 1970 (zusammen mit Johannes Grüger)
- Das graue Eselchen oder Wie man Freunde findet. Hamburg 1971
- Martin und die Regengeister. Wien [u. a.] 1971
- Fallensteller am Bibersee. Wien [u. a.] 1972
- Professor, du siehst Gespenster. Wien [u. a.] 1973 (überarb. Ausg. Verl. Bibliothek d. Provinz, Weitra 1999. ISBN 3-85252-320-6.)
- Kleiner Bruder Watomi. Wien [u. a.] 1974 (zusammen mit Monika Laimgruber)
- König Arthur und die Ritter der Tafelrunde. Düsseldorf 1974
- Martys irischer Sommer. Hamburg 1974
- Kleiner Adler. Wien [u. a.] 1975
- London, 13. Juli. Wien [u. a.] 1975
- Das schimmernde, flimmernde Licht. Reinbek 1975 (zusammen mit Jan Kudláček)
- 99 Minutenmärchen. Wien [u. a.] 1976 (zusammen mit Friedl Hofbauer)
- Der weite Weg des Nataiyu. Wien [u. a.] 1978
- Wo die Wölfe sind. Wien [u. a.] 1979 (zusammen mit Alicia Sancha)
- 333 Märchenminuten. Wien [u. a.] 1980 (zusammen mit Friedl Hofbauer)
- Das Entchen und der große Gungatz. Wien [u. a.] 1981 (zusammen mit Georg Bydlinski und Alicia Sancha)
- Der König der Antilopen. Mödling-Wien 1982 (zusammen mit Lene Mayer-Skumanz)
- Der weiße Wolf. Wien 1982
- Die Stimme des Donnervogels. Mödling-Wien 1983
- Die Gespensterburg. Wien [u. a.] 1984
- Die Hunde Wakondas. Innsbruck 1984
- Komm, kleiner Indianer. Wien [u. a.] 1984 (zusammen mit Friedl Hofbauer und Alicia Sancha)
- Kleiner Wa-gusch. Wien [u. a.] 1987
- Lena, unser Dorf und der Krieg. Wien [u. a.] 1987
- Der große Bär und der kleine Bär. Wien 1988 (zusammen mit Josef Paleček)
- Die Zauberkugel. Wien [u. a.] 1988 (Neuaufl. Verl. Bibliothek d. Provinz, Weitra 2010. ISBN 978-3-900000-22-6.)
- Der kleine Fuchs. Wien 1989 (zusammen mit Ursula Miller)
- Kleine Maisblüte. Wien 1989
- Tomasita. Mödling [u. a.] 1989 (zusammen mit Christine Krais)
- Zwei im alten Baum. Wien [u. a.] 1989
- Kleiner Wolf und Wahki Waschbär. Wien 1990
- Sechs Eulen und sechs Mäuse. Zürich [u. a.] 1991
- Tschipp, das Eichhörnchen. Wien 1992 (zusammen mit Ursula Miller)
- Marco und der Drache. Berlin 1993 (zusammen mit Friedl Hofbauer und Ulrike Schneider)
- Fee Fledermaus. Innsbruck [u. a.] 1994 (zusammen mit Friedl Hofbauer und Ulli Schneider)
- Wolfsaga. Freiburg [u. a.] 1994
- Lisa und die Katze ohne Namen. Zürich [u. a.] 1995
- Zwischen Wigwam und Prärie. Ravensburg 1996
- Bruder der Bären. Zürich [u. a.] 1997
- Kleines Monster Schnibulum. Freiburg [u. a.] 1997
- Wie mein Leben mein Schreiben bestimmte und das Schreiben mein Leben. Frankfurt/M. 1997
- Wölfchen Schlaukopf. Freiburg [u. a.] 1997
- Zwei im Baumhaus. Innsbruck 1997
- Schwesterchen Rabe. Freiburg [u. a.] 1998 (zusammen mit Angelika Kaufmann), (Neuaufl. Verl. Bibliothek d. Provinz, Weitra 2003. ISBN 3-85252-523-3.)
- Geh heim und vergiss alles. Verl. Bibliothek d. Provinz, Weitra 1998. ISBN 3-85252-251-X.)
- Kinny-Kinny und der Steinriese. Innsbruck [u. a.] 1999
- Kleine Schwarzpfote. Wien 1999 (zusammen mit Christine Sormann)
- Kleiner Waschbär weiß alles besser. Wien [u. a.] 1999 (zusammen mit Pieter Kunstreich)
- Nimm mich mit, großer Adler! Freiburg [u. a.] 1999 (zusammen mit Karen Holländer)
- Wie das Eichhörnchen zu seinen Streifen kam. Freiburg [u. a.] 1999
- Der Geist, der so gern tanzte. Wien 2000 (zusammen mit Veronica Bilotta)
- Nein! sagte der kleine Bär. Freiburg [u. a.] 2000 (zusammen mit Eva Muszynski)
- Tommi und die Burggespenster. Verl. Bibliothek d. Provinz, Weitra 2000. ISBN 3-85252-318-4.
- Der allerkleinste Wolf. Wien [u. a.] 2001 (zusammen mit Pieter Kunstreich)
- Der wilde Junge und der Geisterbär. Stuttgart [u. a.] 2001
- Bleib bei mir, kleiner Wolf. Freiburg [u. a.] 2002 (zusammen mit Astrid Krömer)
- Unser großer schöner Garten. Verl. Bibliothek d. Provinz, Weitra 2002. ISBN 3-85252-425-3.
- Fabeln. Wien 2003
- Pfeiljunge und Geisterhunde. Esslingen 2003
- Gespenstermond. Verl. Bibliothek d. Provinz, Weitra 2003. ISBN 3-900878-23-4.
- Der kleine Schäferhund. Innsbruck [u. a.] 2003
- Unter dem Stern der Großen Katze. Freiburg [u. a.] 2003
- Fabeln aus aller Welt. Wien 2004
- Der Kater mit den goldenen Pfoten. Innsbruck [u. a.] 2004
- Nonni-Bär und Ninni-Bär. Innsbruck [u. a.] 2004
- Die kleine Mau. Freiburg im Breisgau [u. a.] 2005
- Zwei kleine Bären. Innsbruck [u. a.] 2005 (zusammen mit Katrin Hornburg)
- Das Geschenk des Feuervogels. Wien 2006 (zusammen mit Karen Holländer)
- Das Schnurrbartkitzel-Katzenbuch. Düsseldorf 2006 (zusammen mit Friedl Hofbauer, Illustrationen von Thilo Krapp)
- Die schönsten Minutenmärchen. Freiburg im Breisgau [u. a.] 2006 (zusammen mit Friedl Hofbauer)
- Die Tschittiwiggl und der große Mock. Innsbruck [u. a.] 2006
- Wie das Kaninchen mutig wurde. Freiburg im Breisgau [u. a.] 2006 (zusammen mit Frauke Bahr)
- Das Geheimnis der weißen Katze. St. Pölten [u. a.] 2007 (zusammen mit Friedl Hofbauer)
- Die schönsten Tiergeschichten. Freiburg im Breisgau [u. a.] 2007
- Die kleine Schwester und das Ungeheuer. Innsbruck [u. a.] 2008
- Das Lächeln der Mondfee. St. Pölten [u. a.] 2008 (zusammen mit Friedl Hofbauer)
- Von kleinen Indianern und großen Freunden. Freiburg, Br. [u. a.] 2008
- Ein Fall für die Katzenbande. Wien [u. a.] 2010
- Der kleine Schäferhund. Innsbruck [u. a.] 2010
- Gespensterreigen. St. Pölten [u. a.] 2011 (zusammen mit Friedl Hofbauer)

Herausgeberschaft
- Das große Fabelbuch. Wien [u. a.] 1965
- Pearl S. Buck: Peter und das Eichhörnchen. Wien [u. a.] 1974
- Die Uhr schlägt Mitternacht. Düsseldorf 1976
- Schlag zwölf beginnt die Geisterstunde. Düsseldorf 1979
- Sagen aus Österreich. Wien [u. a.] 1980
- Das kalte Auge. Düsseldorf 1981
- Die Söhne des Großen Geistes. Düsseldorf 1982
- Weißt du, daß die Bäume reden. Wien [u. a.] 1983 (herausgegeben zusammen mit Georg Bydlinski)
- Laßt mein Volk leben. Düsseldorf 1984
- Freundschaft mit der Erde. Wien [u. a.] 1985 (herausgegeben zusammen mit Georg Bydlinski)
- Amaroq, Wolf, mein Freund. Düsseldorf 1986
- Ich habe Freundschaft mit der Erde geschlossen. München 1986
- Auch das Gras hat ein Lied. Wien [u. a.] 1988 (herausgegeben zusammen mit Georg Bydlinski)
- Die Erde ist eine Trommel. Freiburg im Breisgau [u. a.] 1988 (herausgegeben zusammen mit Georg Bydlinski)
- Einst waren wir ein freies Volk. Stuttgart [u. a.] 1989
- Zieh einen Kreis aus Gedanken. Wien 1990 (herausgegeben zusammen mit Georg Bydlinski)
- Die Kinder der Prärie. Wien 1991
- Ich höre deine Stimme im Wind. Freiburg im Breisgau [u. a.] 1994 (herausgegeben zusammen mit Georg Bydlinski)
- Kreisender Adler, singender Stern. München [u. a.] 1996 (herausgegeben zusammen mit Georg Bydlinski)
- Sagen aus der Steiermark. Wien 2000
- Sagen aus Niederösterreich. Wien 2000
- Die eine Nacht der Herrlichkeit. Verl. Bibliothek d. Provinz, Weitra 2001. ISBN 3-85252-388-5.
- Die schönsten Sagen aus Österreich. Berlin [u. a.] 2012

Übersetzungen
- Doris Andersen: Kim-ta, der Sohn des Häuptlings. Zürich [u. a.] 1978
- Meshack Asare: Kawjo und das Geheimnis des Trommelmännchens. Hamburg 1983
- Meshack Asare: Tawia will aufs Meer. Mödling-Wien 1982
- Samuel F. Babbitt: Der neunundvierzigste Zauberer. Reinbek 1969
- Edith Battles: Martin will wippen. Reinbek bei Hamburg 1976
- Nathaniel Benchley: Kleiner Wolf. Reinbek 1973
- Elisabeth Beresford: Geschichten von den Wombels. Zürich [u. a.] 1974
- Elisabeth Beresford: Immer diese Wombels. Zürich [u. a.] 1979
- Elisabeth Beresford: Die Wombels kommen. Zürich [u. a.] 1975
- Donald Bisset: Gute-Nacht-Geschichten für wache Kinder. Zürich [u. a.] 1978
- Michael Bond: Donnerstag und Willibald. Zürich [u. a.] 1974
- Michael Bond: Ich heiße Donnerstag. Zürich [u. a.] 1972
- Michael Bond: Paddington. Zürich [u. a.]
  - 2. Neue Abenteuer des kleinen Bären. 1969
  - 3. Der kleine Bär hilft, wo er kann. 1970
  - 4. Der kleine Bär macht Ferien. 1971
  - 5. Der kleine Bär weiß, was er will. 1972
  - 6. Wirbel um den kleinen Bären. 1973
  - 7. Der kleine Bär in der Klemme. 1975
  - 8. Wer hilft dem kleinen Bären? 1977
  - 9. Der kleine Bär feiert Geburtstag, 1978
- Crosby Bonsall: Die verschwundene Katze. Reinbek 1972
- Joseph Bruchac: Sie nannten ihn Slon-he. Freiburg [u. a.] 1997
- Joseph Bruchac: Der Windadler und andere Erzählungen. Wien [u. a.] 1987
- Maurice Burton: Rätselvolle Tiefsee. Bielefeld 1963
- Nigel Calder: Roboter. Bielefeld 1963
- Nan Chauncy: Daxi, Tom und Tolle Vier. Köln 1965
- Daniel Defoe: Robinson Crusoe. Stuttgart [u. a.] 1968
- Arup Kumar Dutta: Nashorndiebe am Brahmaputra. Wien 1982 (übersetzt zusammen mit Maria Recheis)
- Howard Fast: Der Trommelknabe. Wien [u. a.] 1975
- Margaret Greaves: Jacko bei den Indianern. Hamburg 1973
- Robert R. Harry: Mein Elefant – mein großer Bruder. Wien 1963
- Russell Hoban: Fränzi ist unvorsichtig. Reinbek bei Hamburg 1977
- Tim Jessell: Amorak. Esslingen [u. a.] 1997
- Basil H. Johnston: Nanabusch und Großer Geist. Mödling [u. a.] 1985
- Norton Juster: Weckerhund, Wedermann und Schlafittchen. Zürich [u. a.] 1976 (übersetzt zusammen mit Friedl Hofbauer)
- Charles Lamb: Erzählungen nach Shakespeare. Wien [u. a.] 1969
- Thomas P. Lewis: Der Feuerberg. Reinbek 1974
- Frank B. Linderman: Bevor die Büffel starben. Wien [u. a.] 1988
- Marjorie Lloyd: Der verlorene Silberschilling. Berlin 1972
- Jack London: Ruf der Wildnis. Wien 1990
- Patrick Mayers: Ich bin ein Baumeister. Reinbek bei Hamburg 1976
- David McPhail: Ein Kuchen für Großvater. Freiburg im Breisgau [u. a.] 1981
- F. N. Monjo: Drei Eulen im Wald. Reinbek 1970
- Mary Norton: Traumfahrt zu den letzten Riesen. Zürich [u. a.] 1976
- Terry Pratchett: Alarm im Teppich-Reich. Aarau [u. a.] 1972
- Miss Read: Sechs fliegende Pferde. Köln 1964
- Elizabeth Rose: Wuff fährt in die Stadt. Wien 1969
- Miriam Schlein: Willi ist der Kleinste. Reinbek 1976
- Emma Smith: Emilys große Reise. Zürich [u. a.] 1972
- Robert Louis Stevenson: Die Entführung. Düsseldorf 1969
- Frank R. Stockton: Der Greif und der jüngste der Domherren. Reinbek 1969
- Mark Twain: Prinz und Bettelknabe. Düsseldorf 1970
- Denys Watkins-Pitchford: Dominik Dachs. Zürich
  - 1. Dominik Dachs und die Katzenpiraten. 1968
  - 2. Dominik Dachs und der Schnüffel-Hannes. 1970
  - 3. Dominik Dachs und der verborgene Schatz. 1971
  - 4. Dominik Dachs und der schwarze Napoleon. 1972
  - 5. Dominik Dachs und der Vagabunden-Otto. 1973
  - 6. Dominik Dachs und der Überfall an der Brücke. 1974
- Jenifer Wayne: Wipps hat Grips. Berlin 1974
- Laura Ingalls Wilder: Laura am Silbersee. Linz 1980
- Laura Ingalls Wilder: Laura und das schwarze Pony. Linz 1968
- Laura Ingalls Wilder: Laura und ihre Freunde. Linz 1968